# B&H Photo Video
B&H Photo Video é a maior loja de equipamento fotográfico e de vídeo dos Estados Unidos. Fundada em 1973, localiza-se em Nova Iorque, e serve de oito a nove mil clientes diariamente. Desde 1993, a B&H imprime catálogos e oferece um website em português. A loja também conta com vários vendedores que falam português.
A B&H tornou-se o ponto de compra dos últimos lançamentos para turistas que viajam a Nova Iorque. Seus anúncios são distribuídos em vários hotéis e pontos turísticos, como a Estátua da Liberdade e o Empire State Building. Quando o turista apresenta na B&H um desses anúncios, que muitas vezes está impresso atrás da chave eletrônica do hotel ou do recibo do Empire State Building, ele recebe um brinde, que muitas vezes é um álbum para guardar fotografias, uma bolsa, ou uma câmera fotográfica descartável.
Toda essa publicidade não só atrai brasileiros porque, quando um cliente visita a B&H, pode ouvir vendedores atendendo clientes falando alemão, francês, turco, checo, mandarim, entre outras línguas. A empresa até oferece para clientes internacionais uma garantia da marca Mack que pode ser utilizada mundialmente com qualquer representante local da marca a ser consertada.
A loja não só atende clientes internacionais na sua loja. Muitos compram mercadorias pelo seu site e a loja entrega os pedidos em vários países do mundo. A loja dispõe de mais de duzentos atendentes ao telefone e uma equipe de mais de quinhentos técnicos para atualizar o site diariamente.[carece de fontes?]